# Nord Universität
Die Nord Universität (norwegisch: Nord universitet) ist die achte staatliche Universität Norwegens. Sie ging per königlicher Resolution vom 9. Oktober 2015 mit Wirkung zum 1. Januar 2016 aus einem Zusammenschluss der ehemaligen Universität Nordland und der Hochschulen Nesna und Nord-Trøndelag hervor.
Der Sitz der Universität befindet sich in Bodø. Mit dem Standort in Levanger verfügt die Universität über einen zweiten Hauptcampus, und weiterhin über sieben weitere Standorte in Vesterålen, Mo i Rana, Sandnessjøen, Nesna, Namsos, Steinkjer, Levanger and Stjørdal. Mit Stand 2025 beschäftigt die Universität etwa 1.400 Angestellte und hat etwa 11.300 eingeschriebene Studenten.

Die 15 Hörsäle auf dem Campus Bodø sind nach norwegischen Persönlichkeiten, teils mit besonderem Bezug zu Nordland benannt: Knut Hamsun, Stein Rokkan, Matthias Bonsach Krogh, Nanna With, Petter Thomassen, Christian Frederiksen, Vebjørn Tandberg, Gerhard Schøning, Erik Schytte, Pauline Skar, Regine Normann, Elsa Laula Renberg, Elias Blix, Petter Dass und Ole Tobias Olsen.

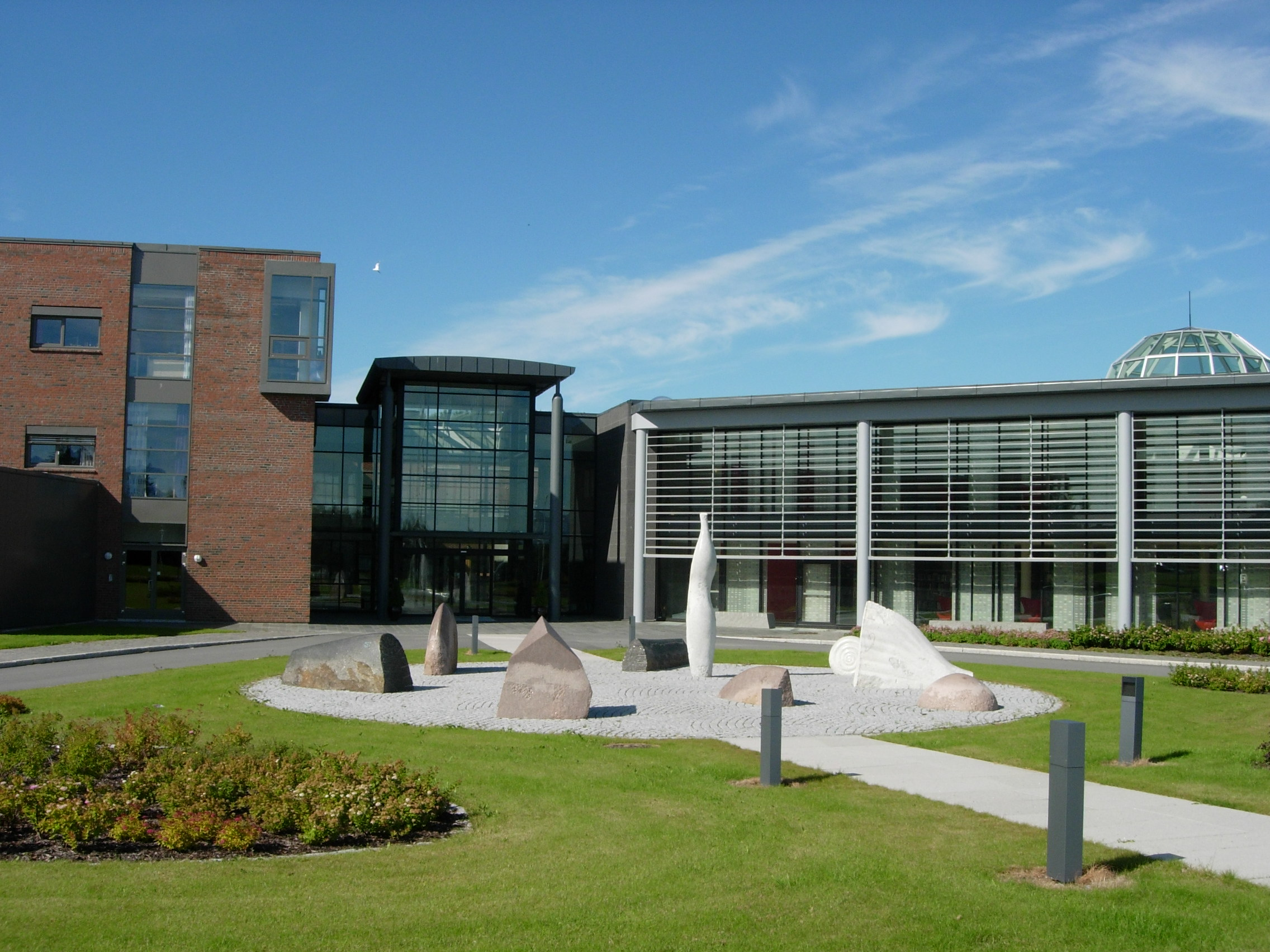
Gebäude der Nord Universität in Bodø.

## Geschichte
Bei der Nord Universität handelt es sich um eine junge Universität mit langer Tradition. In ihrer gegenwärtigen Form wurde die Universität zum 1. Januar 2016 per königlicher Resolution vom 9. Oktober 2015 gegründet. Die neugegründete Universität schreibt damit die Geschichte der Universität Norland (est. 2011), der wissenschaftlichen Hochschule Nesna (est. 1994) und der wissenschaftlichen Hochschule Nord-Trøndelag (est. 1994) fort. Die Ursprünge der einzelnen Hochschulen gehen dabei auf die Medizinische Hochschule Bodø (est. 1920) sowie die Pädagogische Hochschulen Nesna (est. 1918) und Levanger (est. 1892) zurück. Bei der letztgenannten Hochschule handelt sich um die direkte Nachfolgeinstitution des Lehrerseminars Klæbu (est. 1839), einer der ältesten höheren Bildungseinrichtungen Norwegens.

## Fakultäten/Abteilungen
Die Nord Universität ist in fünf Fakultäten gegliedert:
- Fakultät für Biowissenschaften und Aquakultur (Fakultet for biovitenskap og akvakultur)
- Fakultät für Erziehungs- und Kunstwissenschaften (Fakultet for lærerutdanning og kunst- og kulturfag)
- Fakultät für Hebammen- und Gesundheitswissenschaften (Fakultet for sykepleie og helsevitenskap)
- Fakultät für Wirtschaftswissenschaften (Handelshøgskolen bzw. Nord University Business School)
- Fakultät für Sozialwissenschaften (Fakultet for samfunnsvitenskap)

Die Fakultät für Erziehungswissenschaft stellt unter anderem die drittgrößte Einrichtung zur Lehrerausbildung Norwegens dar.

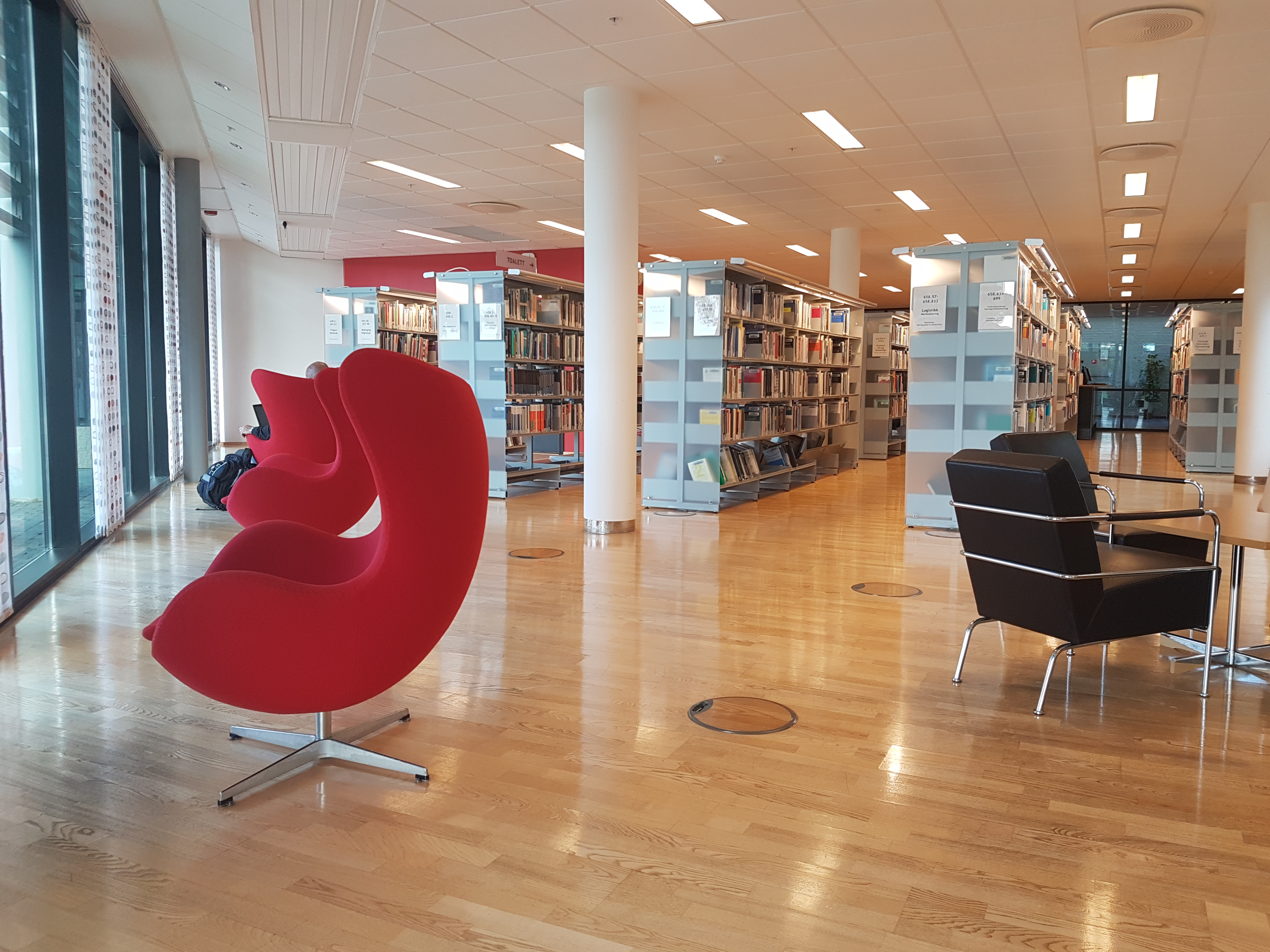
Erdgeschoss der Bibliothek der Nord Universität am Hauptcampus Bodø

## Studiengänge
Neben den regulären ein- bis zweijährigen Bachelor-, vierjährigen Professions-, fünfjährigen Master-Studiengängen und Promotionsprogrammen werden auch kürzere Kurse zur Weiterbildung angeboten. Außerdem bietet die Universität gemischtsprachige (Norwegisch/Englisch) und rein englischsprachige Studiengänge an. Die meisten Studiengänge können in Teilzeit studiert werden.